# 日曜笑劇場
日曜笑劇場（にちようしょうげきじょう）は、1975年（昭和50年）4月6日から2013年（平成25年）3月31日まで、朝日放送（ABC　現：朝日放送テレビ）とよしもとクリエイティブ・エージェンシー（現：吉本興業(2代)、2007年9月までは吉本興業(初代、現：吉本興業ホールディングス)）の共同制作で毎週日曜12:00（正午）より放送されていたコメディ番組放送枠。
出演者は原則、よしもとクリエイティブ・エージェンシー（2007年9月までは吉本興業(初代)）所属の旬のタレント芸人や大御所と、吉本新喜劇のメンバーを組み合わせてキャスティングされており、30年以上の長い歴史を持つ吉本新喜劇風の舞台コメディとして制作されている。

## 概要・歴史
朝日放送（現：朝日放送テレビ）、さらにはその前身の大阪テレビ放送では同放送枠開始以前にも、『ダイラケのびっくり捕物帖』『スチャラカ社員』など自社制作のコメディ番組を放送していたが、1970年代に入って途切れていた。それを、1975年（昭和50年）3月31日付けでJNN系列からテレビ朝日系列へとネットチェンジされたことを機に、第1作目となる『あっちこっち丁稚』からシリーズを復活させることになった。

### MBS時代
もともと吉本新喜劇の舞台中継やそれをベースにしたコメディは、毎日放送(MBS)が先行した企画だった。
ABCとの合弁会社大阪テレビ放送の絡みでテレビ単独では在阪最後発となったMBSは、当時、大阪・堂島の毎日大阪会館に置かれた本社にスタジオが3つしかなく局内製作に限界があった（千里丘放送センターの建設・運用開始は後の話）。このため、MBSは地場で劇場を所有する興行主と業務提携を交わし、その劇場に放送機材を設置して公開放送を行うことにした。吉本興業との提携では当時改装中だったうめだ花月が機材設置場所に選ばれ、吉本もテレビ時代に対応した新コンテンツとして新喜劇の前身「吉本ヴァラエティ」を立ち上げることにした。1959年（昭和34年）3月1日のMBS開局と同時にうめだ花月は開場し、MBSは当日、吉本ヴァラエティ旗揚げ公演『アチャコの迷月赤城山』を生中継。こうして新喜劇の不定期放送が始まった。
これに対し大阪テレビ放送改めABCは既に『びっくり捕物帖』『ダイラケ二等兵』である程度の視聴者を固めていて、1961年（昭和36年）にスタートした『スチャラカ社員』にも中田ダイマル・ラケットを出演させるが、翌1962年（昭和37年）12月、MBSは日曜12時枠で吉本新喜劇のレギュラー放送（『サモン日曜お笑い劇場』）を始める。
当時、MBSのキー局だったNETテレビは『日曜お笑い劇場』を一度はネットするが、関東では受け入れられず、1963年（昭和38年）6月、水曜日昼枠で『テレビ寄席』を立ち上げる。MBSも『テレビ寄席』をネット受けするが低迷。関東での好評によって『テレビ寄席』が日曜正午へ移動した同年10月の改編で、MBSは『テレビ寄席』を、NETも『日曜お笑い劇場』の放送を互いに打ち切りあった。
後にMBS社長になる斎藤守慶が中心となっていた同局テレビ営業局は、スポンサーの大正製薬が日曜12時台のNET系全国ネット提供を『テレビ寄席』に一本化する方針だったにもかかわらず、『テレビ寄席』と『日曜お笑い劇場』が同じ放送時間になったという理由で引き続き大正に『お笑い劇場』のスポンサーとして残るように依頼する（事実上の企画ネット番組）。大正の社長だった上原正吉は最終的にMBS社長高橋信三の説得の前に折れ、出稿継続を決める。
一方、ABCはMBSとNETの対立を横目に、『スチャラカ』で日曜日12時枠をリードしていくが徐々に『日曜お笑い劇場』との差は縮小し1965年（昭和40年）頃には逆転。時間帯首位を『日曜お笑い劇場』に明け渡した。
1971年（昭和46年）、後に桂三枝（現・六代目桂文枝）の代名詞となる『新婚さんいらっしゃい!』をこの時間枠で立ち上げ、『ダイラケ』以来日曜12時台で14年続いたコメディ番組の歴史が一旦途切れる。当時はTBS系全国ネット枠だったこともあって『新婚さん』は東京放送(TBS)や地方局ではそれなりの視聴率を得ていたが、地元関西ではまだ『日曜お笑い劇場』のほうが強く、伸び悩んでいた。

### MBSからABCへ
1975年の腸捻転解消にあたり、近畿圏以外では『大正テレビ寄席』が視聴者の支持を得ていたこともあって大正製薬はNET系列での企画ネットによる出稿を継続すると表明。スポンサーごとABCに移動する形でこの番組が立ち上げられた。しかし、ABCでは通常の吉本新喜劇公演の中継として『お笑い花月劇場』が既に存在し、同一趣旨の番組を2本引き受けることには難色もあった。その上、MBSとの出し物の重複も懸念された。このため、公開録画の会場は『お笑い花月劇場』ですでに実績のあったなんば花月を使うことにしたが、通常の新喜劇興行とはまったく違う企画として、新喜劇に参加していないベテランや売れ線に乗ってきた若手芸人と現役の新喜劇団員が同じ舞台に立って交流するという、新しい形が提起された。
こうした企画内容を受けて、全国的に知名度のある芸人が参加した作品については、関東地区でも東京12チャンネル やNETテレビ→テレビ朝日が番販購入して放送することがあった。またテレビ朝日は『お笑い花月劇場』も番販購入して関東での放送を再開 したことがある。

大正製薬という強力なスポンサーを失ったMBSは『サモン日曜お笑い劇場』を『花月爆笑劇場』と改題し、『お笑い花月劇場』にぶつける形で土曜日午後に移動、吉本と共同で地場のスポンサーを開拓していくことになる。また日曜12時台にはJNN協定の絡みで同時ネット義務のあった正午からのJNNニュース（腸捻転時代には当然、ABCが放送していた）と、『日曜お笑い劇場』の後続番組だった『がっちり買いまショウ』を移動した。

### 一社提供の終了
ところが1980年代を前にしてNETから局名を変更したテレビ朝日では、腸捻転解消の翌年、『テレビ寄席』の視聴率が落ち始める。1978年（昭和53年）に『テレビ寄席』が打ち切られると、その後継番組は低迷。『大正週間漫画 ゲラゲラ45』の途中で、大正製薬はサンヨー食品ほか複数社提供を受け入れざるを得なくなった。この結果ABCでも企画ネット形式による大正製薬一社提供が終了、『あっちこっち丁稚』も末期には複数社提供となった。そして、『ゲラゲラ45』の打ち切りから半年後の1983年（昭和58年）10月改編で『あっちこっち丁稚』が打ち切りとなり、これを契機に大正製薬がスポンサーを降板。『日曜お笑い劇場』以来21年続けたテレビ朝日系列日曜正午枠の提供から全面撤退した。
大正の撤退直後には複数のネットスポンサーが付いていたものの、その後テレビ朝日はこの時間帯のネットワークセールス継続を断念する。営業は各局ごとのローカルセールスに移行、ネットスポンサーは全社降板となった。これ以降、系列局では、テレビ朝日・ABCのどちらかからの同時ネットとするか、遅れネット番組・再放送・自社制作番組などの自主編成枠とするかが各局に委ねられた。

2022年現在の日曜正午枠は、ノンスポンサー（全編PT扱いでスポットCMが放送される）となっている。

### NGKへ移動
1987年（昭和62年）、なんば花月に代わる新たな吉本のホームグラウンドとしてなんばグランド花月(NGK)が完成する。ところが当時の吉本新喜劇は人気が下火になっていて、当初NGKでは新喜劇興行は行われなかった。しかもABCはこの年の4月改編で『The ハタラケ興業』を打ち切り、『笑劇場』としての新作を一時休止した。土曜日の『お笑い花月劇場』こそ存続したものの、翌1988年（昭和63年）5月31日、なんば花月は正式に閉鎖され、直前の改編で『お笑い花月劇場』も18年に渡った歴史の幕を降ろした。
1989年（平成元年）、世代交代と全国への売り込みを目的に「新喜劇やめよっカナ?キャンペーン」が行われる。この過程でうめだ花月で公演を行っていた若手中心の「ニュー新喜劇」チームがNGKに移動してくる。そして、1990年（平成2年）にうめだ花月は閉鎖され、MBS『よしもと新喜劇』が先にNGKに移動した。
「新喜劇やめよっカナ?キャンペーン」の成功を見たABCは、『笑劇場』を復活させることを決定。1990年10月改編で前段階として、土曜日夕方の時間帯に『笑劇場』と同じスタイルの新作『夕焼けの松ちゃん浜ちゃん』をスタートさせた。収録もNGKでの公開形式で行われ、ABCの新喜劇番組がNGKへ正式に移動した。翌1991年（平成3年）10月改編で『松ちゃん浜ちゃんの純情通り三番地』にタイトルが変わり、日曜日昼に移動して4年半ぶりに『笑劇場』が復活した。
大正のスポンサー撤退後、番組は現在まで3度の長期休止を挟んでいるが、その間も吉本と共同制作の別番組が放送されており、朝日放送の日曜12時台は吉本のレギュラー枠として確固たる地位を築き上げた。2010年（平成22年）4月からの『全快はつらつコメディ お笑いドクター24時!!』以降は、月1回ペースながら再びテレビ朝日でも放送されるに至った。

### 視聴率低迷で終了・吉本枠の復活からテレビ朝日からの同時ネット枠への転換
吉本が創業100周年を迎えた2012年（平成24年）には、4月から1年にわたってNGKで『吉本興業創業100周年記念公演 吉本百年物語』が上演されたため、同年度に放送の『熱血!人情派コメディ しゃかりき駐在さん』では公開収録の会場を5upよしもとに変更した。しかし、視聴率低迷に歯止めが掛からなかったため、ABCでは『しゃかりき駐在さん』の放送期間終了を機に『笑劇場』の休止を発表し、2013年4月改編で、放送枠を『プレミアムサンデー』に改めたうえで、1時間ドラマの再放送や特番に充てる事になった。
これについてABCは、「別の時間帯で開発したソフト（番組）を（『笑劇場』が放送されていた）日曜正午に持っていき、数字（視聴率）が取れる状態に戻したい」との意向を表明した。
その後、2015年（平成27年）1月18日より、コメディ形式ではないものの、1年9か月ぶりに同枠で吉本が制作に関与する新番組『ジモイチドライブ〜地元の一番でおもてなし旅〜』が放送を開始した。
一方、2015年4月からはたむらけんじプロデュースによる舞台「ノンストップコメディ 出発進行！ 言うこと機関者」が月1ペースでなんばグランド花月にて上演された。これは当枠の復活を目指した作品であり、出演者やセットを固定するなど日曜笑劇場に近い構成を取っている。2016年3月までの公演で観客動員数1万人を目指しており、届かない場合はたむらの改名が予定されていた。最終公演までの観客数は1万121人で動員目標を達成したものの、番組復活には至らなかった。
2016年（平成28年）4月改編で『ジモイチドライブ』が同年3月で終了し、後番組は『ビートたけしのTVタックル』が火曜未明（ABCを除くテレビ朝日系列フルネット局のほとんどは月曜深夜）から枠移動することになった。これは、腸捻転解消以後では初めて、通常編成時においてのテレビ朝日からの同時ネットとなり、上記中断期間を挟む形で日曜正午の自社制作枠は41年の歴史に幕を下ろした。なお、表向きは日曜23時台の番組に統合となり、23時台統合後最初の番組『ハッキリ5〜そんなに好かれていない5人が世界を救う〜』が始まったが、その『ハッキリ5』も、2016年9月25日の放送をもって終了。この枠もローカル差し替えが廃止され、以後はこれまで月曜未明の時差放送としてきた『関ジャム 完全燃SHOW』の同時ネット枠に転換された。

## 作品
どの作品にも、「日曜笑劇場」の冠タイトルは付いていない。

### 過去に放送されていた番組
- あっちこっち丁稚（主演・木村進、間寛平、坂田利夫、1975年4月6日～1983年9月18日）…放送期間8年半はシリーズ最長
- やっさんのはちゃめちゃ捕物帖（主演・横山やすし、1983年9月25日～1984年7月1日）…放送終了後9ヵ月間シリーズ中断
- 花の駐在さん（主演・六代桂文枝（当時は桂三枝））
- さんまの駐在さん（主演・明石家さんま、1985年4月7日～1986年10月5日）
- サブシロのTHE・ハタラケ興業（主演・太平サブロー・シロー、1986年10月12日～1987年3月29日）…放送終了後4年半シリーズ中断
- 松ちゃん浜ちゃんの純情通り三番地（主演・ダウンタウン（松本人志・浜田雅功）、1991年10月6日～1992年3月29日）
- ファンキーモンキー寛平先生がゆく!（主演・間寛平、1992年4月5日～1994年3月27日）…放送終了後1年間シリーズ中断。現時点で最後のシリーズ中断
- なんじゃそら三人組（主演・石田靖、トミーズ雅、前田勝（ティーアップ）、吉田ヒロ、1995年4月2日～2000年3月26日）…今作から放送時間が55分になる
- ツッコメディ!痛快パラダイス（主演・石田靖、2000年4月2日～2000年10月1日）
- なんやモー目茶苦茶屋（主演・石田靖、2000年10月8日～2002年3月31日）
- 特ダネ野郎えぇチーム（主演・石田靖、2002年4月7日～9月29日）
- 1、2、駐在さんダァ〜!!（主演・石田靖、2002年10月6日～2004年3月28日）
- 開運コメディ 今日も大吉!パンパンパン（主演・陣内智則、フットボールアワー（岩尾望・後藤輝基）、キングコング、2004年4月4日～2004年9月26日）
- なにわ人情コメディ 横丁へよ〜こちょ!（主演・陣内智則、フットボールアワー、麒麟（田村裕・川島明）、2004年10月3日～2008年3月30日）
- あったか人情コメディ 湯けむりパラダイス!（主演・陣内智則、麒麟、2008年4月6日～2009年3月29日）…今作以降放送期間が1年間で固定される
- 爆笑!ふれあいコメディ こちらかきくけ公園前（主演・陣内智則、藤井隆、小籔千豊、2009年4月5日～2010年3月28日）
- 全快はつらつコメディ お笑いドクター24時!!→お笑いドクター24時!!〜はなさき診療所編〜（主演・小籔千豊、藤井隆、たむらけんじ、木村祐一、2010年4月4日～2011年4月3日）
- ほっとけ!3人組（主演・千鳥（ノブ小池・大悟）、スマイル（瀬戸洋祐・ウーイェイよしたか）、2011年4月10日～2012年4月1日）
- 熱血!人情派コメディ しゃかりき駐在さん（主演・キングコング（西野亮廣・梶原雄太）、2012年4月8日～2013年3月31日）

## 放送局
- 朝日放送（制作局）

### 過去に放送していた、または不定期放送の局
- メ～テレ[注 5]
- 新潟テレビ21
- 富山テレビ（フジテレビ系）
- チューリップテレビ（TBS系）
- テレビ朝日（日曜夕方など不定期放送）
- テレビ東京（東京12チャンネル時代に一部作品を購入し、放送）
- 群馬テレビ（系列外・全国独立放送協議会、以下JAITS）
- テレビ神奈川（JAITS）
- テレビ埼玉（JAITS、『やっさんのはちゃめちゃ捕物帳』、『花の駐在さん』、『さんまの駐在さん』を放送）
- チバテレビ（JAITS、『松ちゃん浜ちゃんの純情通り3番地』を放送）
- 静岡朝日テレビ（静岡けんみんテレビ時代に一部作品を放送）
- 山陰中央テレビ（フジテレビ系。『あっちこっち丁稚』を時差ネットで放送していた）
- 日本海テレビ（日本テレビ系。ANN離脱後も一部作品を放送）
- 山陰放送（TBS系。日本海テレビの編成から外れた作品を放送）
- 瀬戸内海放送（現在はバラエティ番組再放送編成。）[注 6]
- 広島ホームテレビ（編成により同時ネット・土曜午後（13時台または16時台）や金曜深夜に遅れネット・非ネットの場合あり。2010年7月・8月には金曜深夜枠で『お笑いドクター24時』を4回放送。以後散発的な放送が続き、2011年には『ほっとけ!3人組』を土曜午後・金曜深夜に各1回、2012年には『しゃかりき駐在さん』を土曜午後に2回放送）
- 愛媛朝日テレビ[注 7]
- 長崎文化放送
- テレビ大分（日本テレビ・フジテレビ系。大分朝日放送開局前のテレビ朝日系とのクロスネット時代に放送）
- テレビ熊本（フジテレビ系。熊本朝日放送開局前のテレビ朝日とのクロスネット時代に放送）
- 琉球朝日放送
- 青森朝日放送
- 長野朝日放送
- 北陸朝日放送
- 山口朝日放送
- 九州朝日放送[注 8]
- 熊本朝日放送
- 大分朝日放送
- 鹿児島放送